# Dennis Muren
 (mars 2023).
 (mars 2023).
La mise en forme du texte ne suit pas les recommandations de Wikipédia : il faut le « wikifier ».
Les points d'amélioration suivants sont les cas les plus fréquents :
- Les titres sont pré-formatés par le logiciel. Ils ne sont ni en capitales, ni en gras.
- Le texte ne doit pas être écrit en capitales (les noms de famille non plus), ni en gras, ni en italique, ni en « petit »…
- Le gras n'est utilisé que pour surligner le titre de l'article dans l'introduction, une seule fois.
- L'italique est rarement utilisé : mots en langue étrangère, titres d'œuvres, noms de bateaux, etc.
- Les citations ne sont pas en italique mais en corps de texte normal. Elles sont entourées par des guillemets français : « et ».
- Les listes à puces sont à éviter, des paragraphes rédigés étant largement préférés. Les tableaux sont à réserver à la présentation de données structurées (résultats, etc.).
- Les appels de note de bas de page (petits chiffres en exposant, introduits par l'outil «  Source ») sont à placer entre la fin de phrase et le point final[comme ça].
- Les liens internes (vers d'autres articles de Wikipédia) sont à choisir avec parcimonie. Créez des liens vers des articles approfondissant le sujet. Les termes génériques sans rapport avec le sujet sont à éviter, ainsi que les répétitions de liens vers un même terme.
- Les liens externes sont à placer uniquement dans une section « Liens externes », à la fin de l'article. Ces liens sont à choisir avec parcimonie suivant les règles définies. Si un lien sert de source à l'article, son insertion dans le texte est à faire par les notes de bas de page.
- La présentation des références doit suivre les conventions bibliographiques. Il est recommandé d'utiliser les modèles {{Ouvrage}}, {{Chapitre}}, {{Article}}, {{Lien web}} et/ou {{Bibliographie}}. Le mode d'édition visuel peut mettre en forme automatiquement les références.
- Insérer une infobox (cadre d'informations à droite) n'est pas obligatoire pour parachever la mise en page.

Pour une aide détaillée, merci de consulter Aide:Wikification.
Si vous pensez que ces points ont été résolus, vous pouvez retirer ce bandeau et améliorer la mise en forme d'un autre article.
Dennis Muren, né le 1er novembre 1946 à Glendale en Californie, est un créateur d'effets spéciaux américain, célèbre notamment pour ses travaux sur les films de Steven Spielberg ou George Lucas.

## Biographie
Muren commence tout jeune à s’intéresser à l’industrie du cinéma et des effets 
spéciaux. Pendant ses études de commerce au Pasadena City College, il réalise un court métrage de science-fiction, Equinox (en), pour la somme totale de 6 500 dollars. Une petite compagnie de distribution, Tonylyn Productions, est alors intéressée et engage le monteur Jack Woods pour en faire un long métrage. À sa sortie en octobre 1970, Muren est crédité comme producteur, alors qu’il a créé tous les effets spéciaux et réalisé une bonne partie du film lui-même.
En dépit de critiques mitigées, voire mauvaises, le film réussit à rentabiliser l’investissement de 8 000 dollars, et ses rediffusions successives tard dans la nuit à la télévision finirent même par lui donner un statut de film culte.
Après avoir obtenu son diplôme, Muren commence à travailler comme créateur d’effets spéciaux à plein temps. Il est engagé en 1976 par Industrial Light & Magic (ILM), alors un petit studio d’effets spéciaux fondé par George Lucas. Le premier film d’ILM et de Lucas, Star Wars, épisode IV : Un nouvel espoir, sort en 1977 et rencontra un large succès critique et commercial. C'est alors le film le plus rentable de tous les temps.
Muren est un important pionnier dans les nouvelles technologies pour effets spéciaux. Il supervise la transition d'ILM entre les techniques utilisant des maquettes et des miniatures animés en image par image et celles faisant appel aux images de synthèse créées par ordinateur, avec le film Terminator 2. « C’est le film dont je suis le plus fier », avoue-t-il lors d’une interview en 2000.
C'est lui qui convainc Spielberg que la technologie d’ILM était suffisamment avancée pour réaliser des dinosaures convaincants pour le film Jurassic Park.
En juin 1999, il reçoit une étoile sur le Hollywood Walk of Fame, devenant le premier créateur d’effets spéciaux ainsi récompensé. Il obtient également neuf Oscars.
Il travaille pour ILM sous le titre de « Senior Visual Effects Supervisor ».
Il tient un petit rôle muet dans Les Aventuriers de l'arche perdue, comme espion.
Dennis est marié à la réalisatrice du documentaire Dream of The Sea Ranch et créatrice de paysages Zara Muren. Ils ont deux enfants et vivent en Californie.